# Astrid Seiffert
Astrid Seiffert, född 10 juni 1960 i Hamburg i Tyskland som Astrid Hühn, är en tysk före detta handbollsmålvakt.

## Karriär
Astrid Hühn växte upp  i Hamburg och spelade för TH Eilbek. Hon var till en början utespelare och övergick till att stå i mål när hon var A-ungdom (15-16 år gammal).  I Bundesliga spelade hon för Bayer Leverkusen under 12 år från 1980 till 1992 och därefter för TV Lützellinden till 1993. Från 1987 hette hon Seiffert. Tre år  blev hon utnämnd till Årets handbollsspelare i Tyskland. Inom klubbhandbollen vann hon  sju tyska mästerskapstitlar. Hon vann tyska cupen sex gånger och Cupvinnarcupen i handboll 1993. 
1984 deltog hon i olympiska sommarspelen i Los Angeles. Astrid Seiffert spelade 187 landskamper. Hon deltog i A-VM 1982 1986 och 1990 och 1989 då hon spelade B-VM med Västtyskland vann hon B-mästerskapet. Med landslaget saknar hon annars större meriter. Fjärdeplaten vid OS 1984 var i en turnering som östländerna bojkottade och västtysk handboll tillhörde inte världstoppen.
Efter att ha avslutat sin elitkarriär 1993 förstärkte Seiffert tillfälligt Oberliga-klubben SV 09 Wermelskirchen, och i december 2014 återvände hon till planen 54 år gammal för SSC 95/98 Solingen på lägre nivå. 

## Meriter i klubblag
- Vinnare av tyska mästerskapet 1982, 1983, 1984, 1985, 1986, 1987 med Bayer Leverkusen och 1993 med TV Lützellinden
- Vinnare av tyska cupen1982, 1983, 1984, 1985, 1987, 1991 med Bayer Leverkusen
- Vinnare av cupvinnarcupen i handboll med TV Lützellinden

## Individuella utmärkelser
- Årets handbollsspelare i Tyskland 1985, 1989 och 1990